# Merry Go 'Round
«Merry Go 'Round» es el título de una canción de debut coescrita por la cantante de música country estadounidense Kacey Musgraves con Josh Osborne y Shane McAnally, y grabada por Musgraves. Fue lanzado en septiembre de 2012 como el primer sencillo del álbum debut de Musgraves Same Trailer Different Park. «Merry Go 'Round», ganó en los Premios Grammy a la mejor canción Country en los Premios Grammy de 2014.

## Video musical
El video musical fue dirigido por Perry Bean y se estrenó en septiembre de 2012.

## Posicionamiento en listas
| Listas (2012–2013)                 | Mejor posición |
| ---------------------------------- | -------------- |
| Canadá (Canadian Hot 100)          | 84             |
| Canadá (Canada Country)            | 26             |
| Estados Unidos (Billboard Hot 100) | 63             |
| Estados Unidos (Hot Country Songs) | 14             |
| Estados Unidos (Country Airplay)   | 10             |

### Posición fin de año
| Listas (2013)                    | Posición |
| -------------------------------- | -------- |
| US Country Airplay (Billboard)   | 63       |
| US Hot Country Songs (Billboard) | 52       |